# Dulag
Dulag (ou municipalité de Dulag) est une municipalité de la province de Leyte, aux Philippines.
Selon le recensement de 2015, elle compte une population de 47 300 personnes.  Cette ville côtière a une superficie de 11 007 hectares et se trouve à 36 kilomètres au sud de Tacloban, centre régional et capitale administrative de la province de Leyte.
Populairement connue sous le nom de "ville de la libération", Dulag a survécu et s'est relevée des ruines de la Seconde Guerre mondiale et est aujourd'hui une ville côtière prospère située en face du golfe de Leyte.
En 1954, les quartiers d'Andres Bonifacio, Talisay, San Roque, Burgos, Liberty, Union, Ormocay, Wilson, et la partie sud de Cogon Bingcay ont rejoint la ville de Mayorga.

## Histoire
Dulag est l'une des rares localités de Leyte à être antérieur à la découverte des Philippines en 1521. Il existe plusieurs versions quant à la façon dont Dulag a obtenu son nom. La première est qu'au début du XVIIIe siècle la ville était déjà une communauté florissante, centre du commerce et des échanges dans l'est de Leyte. La ville était alors considérée comme le centre des activités commerciales en cours, d'où son nom de Dulag, le terme allemand pour centre.
Une autre version affirme qu'il s'agit de la variation étymologique d'une certaine herbe appelée "dulao" qui poussait abondamment dans la région. Le dulao est une sorte de plante de couleur vert-jaunâtre utilisée comme assaisonnement pour un plat local. En raison de son abondance, l'endroit a été appelé d'après cette herbe.
La troisième version indique qu'il fut un temps où des os de différentes sortes d'animaux étaient éparpillés un peu partout dans le lieu. Chaque fois que les gens voyaient des os tout autour, ils faisaient toujours le commentaire suivant : "nagdudulag hin tul-an". Cela signifie que des os étaient éparpillés partout. Le mot nagdudulag a ensuite été raccourci en Dulag.
La dernière version dit que le nom pourrait provenir du nom du premier colon qui, selon la légende, s'appelait Dulagdulag.
Les premiers missionnaires jésuites sont arrivés à Dulag en septembre 1595. Don Pedro Hernandez, les a amenés dans son bateau depuis Cebu. Les missionnaires ont d'abord incité les indigènes à s'installer proche les uns des autres puis les pères jésuites ont construit une église et un couvent.

## Géographie
Dulag est subdivisé en 45 barangays. 